# Dulle Griet

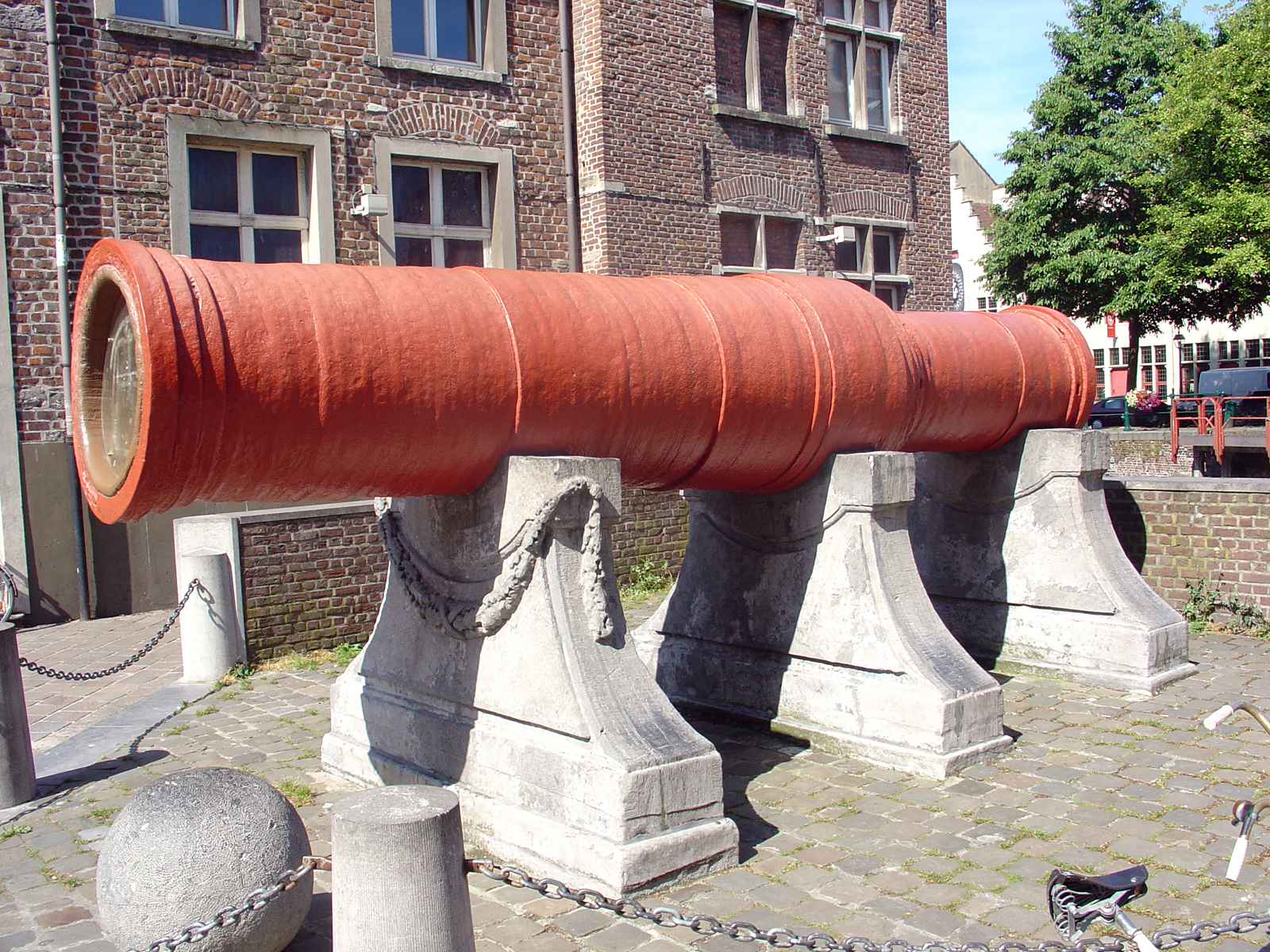
Die Dulle Griet auf dem Grootkanonplein, am Rande des Freitagsmarkts von Gent

Die Dulle Griet ist ein mittelalterliches Riesengeschütz aus Gent in Belgien.

## Geschichte
Das schmiedeeiserne Stabringgeschütz wurde in der ersten Hälfte des 15. Jahrhunderts aus insgesamt 32 Längsstäben konstruiert, die von 61 Eisenringen umfasst werden. Sie wurde 1452 durch die Stadt Gent bei der Belagerung von Oudenaarde eingesetzt, fiel aber beim Rückzug in die Hände der Verteidiger und gelangte erst 1578 wieder in den Besitz der Stadt. Das Geschütz steht heute in Gent etwas abseits vom Freitagsmarkt unter freiem Himmel.
Die Dulle Griet von Gent gehört zu einer Reihe von Riesengeschützen, die im 15. Jahrhundert im Belagerungskrieg eingesetzt wurden, wozu auch die Stabringgeschütze Pumhart von Steyr und Mons Meg sowie die im Bronzeguss hergestellten Grose Bochse von Marienburg, Faule Grete von Marienburg, die Faule Mette von Braunschweig, der Erfurter Wirt, das Dardanellengeschütz u. a. zu zählen sind.

## Propaganda

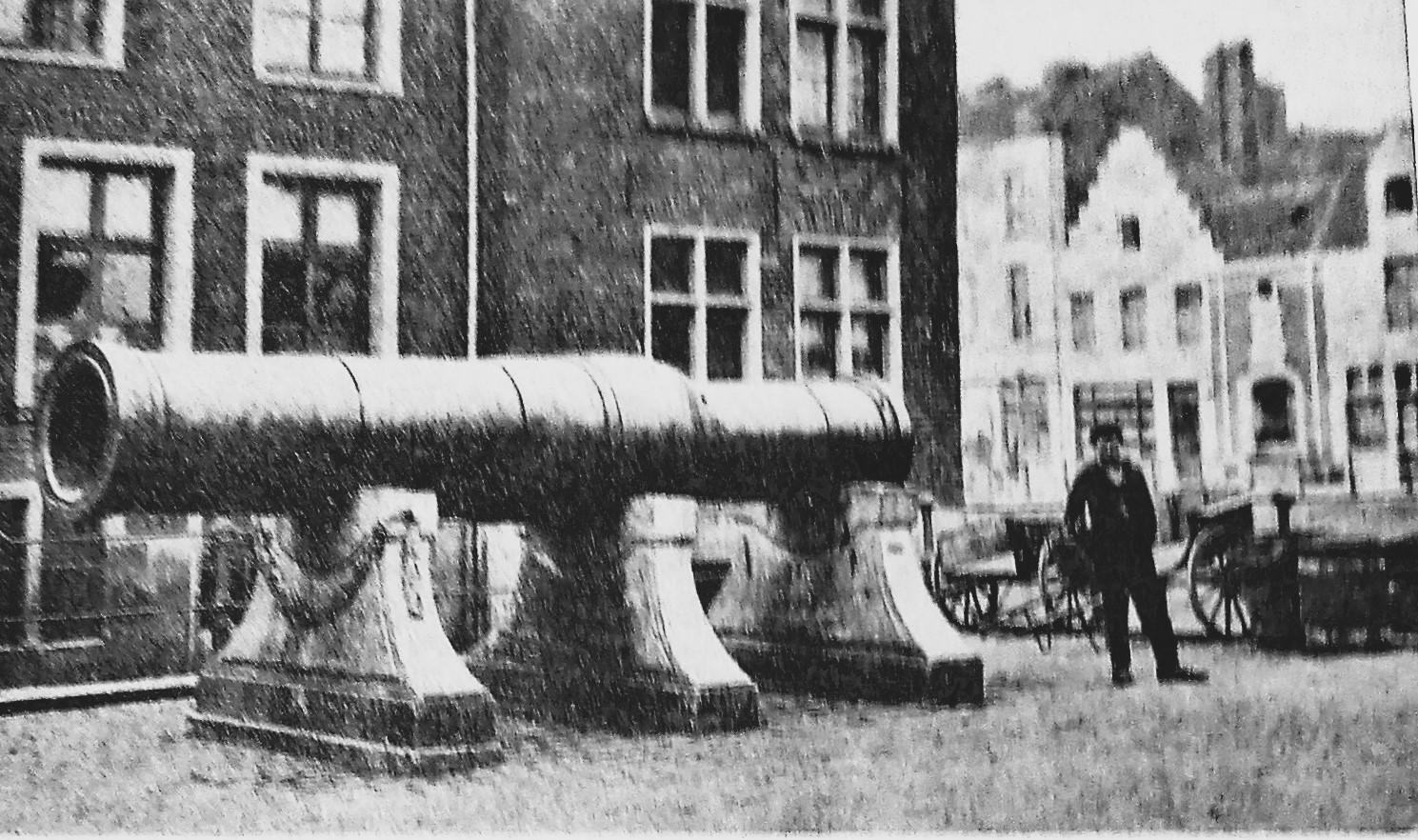
De dulle Griete in Gent

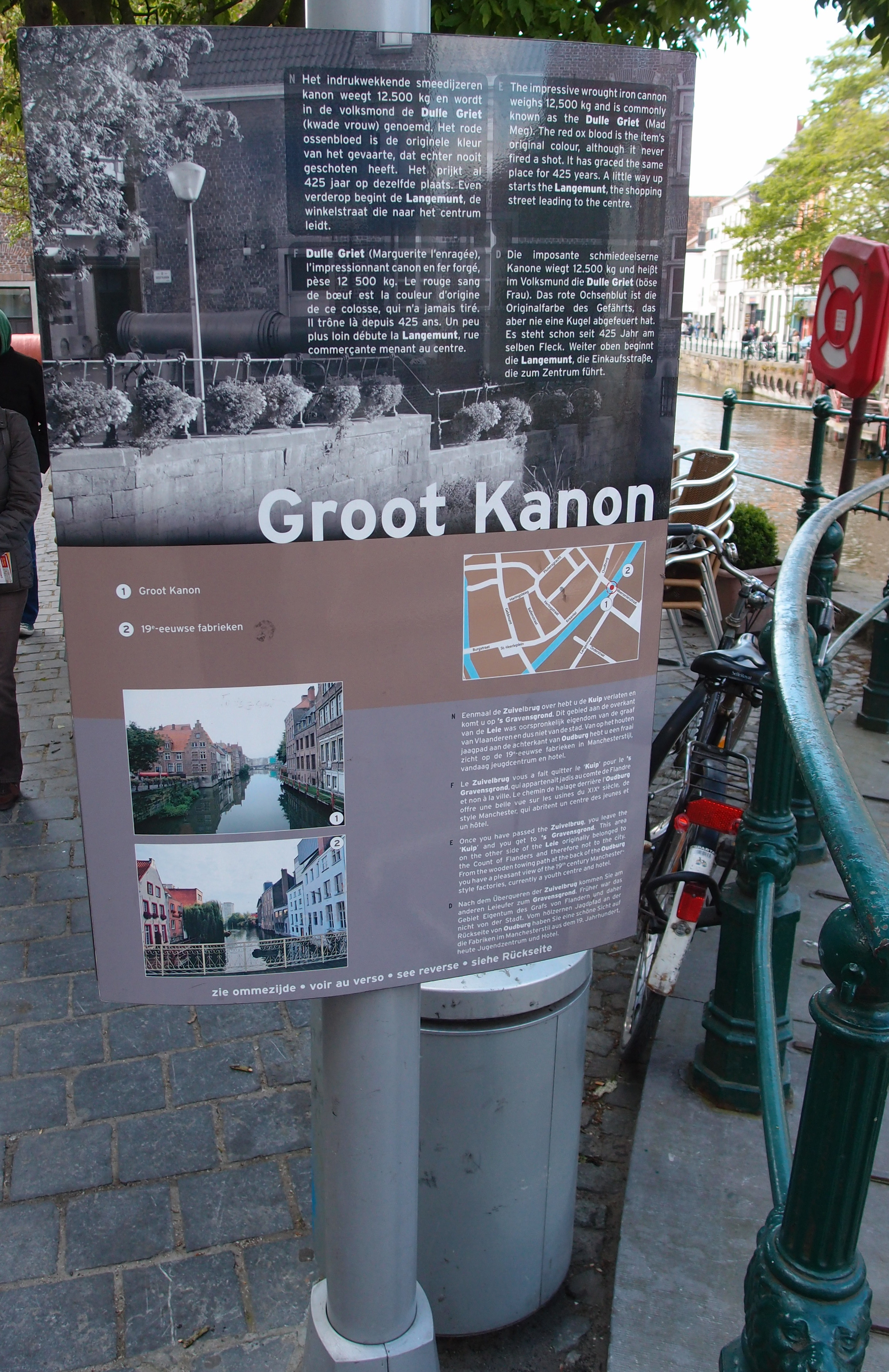
Öffentliche Hinweistafel zur Groot Kanon

Die Propaganda des Deutschen Reiches missbrauchte sie zu Beginn des Ersten Weltkrieges zu der Zeit, in der man sich noch im Bewegungskrieg befand. Martha Voss-Zietz, 1912 Mitglied im Vorstand des ersten deutschen Frauenkongresses vom Bund Deutscher Frauenvereine, verfasste den im September 1914 reichsweit publizierten Artikel.

„Ganz jugendlich wurde ihr in diesen Tagen. Sie glaubte, vier lange Jahrhunderte hindurch geträumt zu haben, und alle die friedlichen Markttage, an denen die guten dicken Bauernfrauen ihre Marktschätze vor ihr aufbauten und unter lustigen, schier nicht enden wollenden Geschwatze den Käuferinnen anboten, gar nicht erlebt zu haben. Wie oft hatte sie sich geärgert, in dieser ihrer so unwürdigen Ruhe und Untätigkeit hier liegen zu müssen. Hut, war das ein Leben gewesen als sie im 15. Jahrhundert im Kampfe gewesen war; wie tapfer hatte sie ihr Volk verteidigt, wie stolz war sie auf das burgundische Andreaskreuz gewesen, das sie schmückte, wie verpflichtend zu kühnen Taten, war ihr das Wappen Phillips des Guten erschienen, das sie trug. Die lange Zeit der Ruhe hatte ihr nicht behagt. Jetzt tönten alte Klänge an ihr Ohr, die ihr von Krieg und Kampf erzählten; Jetzt fühlte sie ihre alte Bedeutung wieder, sie konnte nicht tatenlos zusehen, wenn fremdes Volk den heimatlichen Boden betrat, den Boden, den sie, de dulle Griet, die berühmte Kanone des Mittelalters, verteidigt hatte. Sie war doch der größten eine, sie wollte dem fremden Volk schon zeigen, wie man siegt. Sie reckte sich in ihrer ganzen Sechsmeterlänge und blähte sich vor Stolz. Aber da – was ist denn das? So donnern die Geschütze der Deutschen? 42-cm-Geschosse fliegen umher und treffen ohne Unterschied? Wo ist da die gute, alte Zeit geblieben, in der es hieß: eine jede Kugel trifft ja nicht, in der eine Kugel viele Meter, aber nicht viele Kilomater weit traf, in der man selbst eine Rolle spielte?
De dulle Griete liegt bekümmert in ihrer Marktecke; der Traum von Jugend und neuen Taten, ist schnell ausgeträumt: die Deutschen des zwanzigsten Jahrhunderts sind ein Volk von Eisen und nicht nur die dulle Griete muss vor ihnen schweigen, auch die jüngeren Geschwister in den französischen und belgischen Heeren haben lernen müssen, dass sie den Kampf nicht aufnehmen können, dass ihre Mordwerkzeuge, die doch mit soviel mitleidigem Spott auf die dulle Griete geblickt haben und ihr so manches höhnisches Wort zugerufen haben, wenn sie zu Übungen auszogen, vor diesen gewaltigen Ungeheuern auch schweigen mussten. Die belgischen und französischen Kanonenrohre, sie alle gelten unsern deutschen Kämpfern nicht viel mehr, als de dulle Griet auf dem Genta Marktplatz.“

## Technische Beschreibung
- Geschütztyp: Hauptbüchse
- Geschützklasse: Riesengeschütze (Steinbüchsen)
- Bauart: schmiedeeisernes Stabringgeschütz[3]
- Gewicht: 12500 kg
- Gesamtlänge: 498 cm
- Kammerlänge: 153 cm
- Kugeldurchmesser: 64 cm
- Kugelgewicht: 356 kg